# Ricardo García Ambroa
Pour les articles homonymes, voir Ricardo García (homonymie) et García.
Ricardo García Ambroa est un coureur cycliste espagnol, né le 26 février 1988 à Vitoria-Gasteiz. Il est professionnel de 2009 à 2018.

## Biographie
Il arrête sa carrière à 30 ans après la saison 2018.

## Palmarès et classements mondiaux

### Palmarès
- 2008
  - Clásica San Bernabé
  - 3e du Mémorial Etxaniz
- 2011
  - 2e étape de la Cinturó de l'Empordà
- 2016
  - 3e étape du Tour de Singkarak
  - 2e du Tour de l'Ijen
  - 3e du Tour de Flores
  - 3e du Tour de Singkarak
  - 3e du Tour de Hokkaido
- 2017
  - 3e étape du Tour des Moluques

### Classements mondiaux
| Année           | 2009  | 2010  | 2011 | 2012 | 2013 | 2014 | 2015 | 2016 | 2017 |
| --------------- | ----- | ----- | ---- | ---- | ---- | ---- | ---- | ---- | ---- |
| UCI World Tour  |       |       |      | nc   | nc   |      |      |      |      |
| UCI Europe Tour | 1180e | 1186e | 252e |      |      |      |      |      |      |
| UCI Asia Tour   |       |       |      |      |      |      |      | 57e  | 254e |